# Jokkmokks allmänning
Jokkmokks allmänning, tidigare Jokkmokks sockenallmänning, är en allmänningsskog belägen i Jokkmokks kommun i Norrbottens län. Den omfattar omkring 82 000 hektar varav 65 000 hektar produktiv skogsmark.
I enlighet med kungligt brev 5 april 1889 hade genom Kunglig Majestäts befallningshavandes (landshövdingens) avvittringsutslag för Jokkmokks socken 15 december 1890 av det varje skifteslag vid avvittringen tilldelade skogsanslaget en fjärdedel avsatts till sockenallmänning, vilken skulle som en för Jokkmokks sockens invånare gemensam och från deras hemman oskiljaktig egendom för deras räkning förvaltas. 
Grunder för förvaltningen fastställdes av Kunglig Majestät den 14 augusti 1896. Allmänningen stod under Skogsstatens vård och förvaltning. 
Till en början gick avkastningen till stor del till kommunala ändamål, exempelvis för att avlöna prästerskapet samt bygga tingshus, häkte, läkarbostad och apotek. År 1922 fick allmänningen en egen förvaltning och därefter har merparten av avkastningen gått till delägarna, det vill säga hemmansägarna i Jokkmokks kommun. För närvarande (2018) utbetalas varje år 5,5–6 miljoner kronor till delägarna samt till olika bygdeprojekt.